# Handball-Verbandsliga Bayern 1983/84
Die Handball-Bayernliga 1983/84 wurde unter dem Dach des „Bayerischen Handballverbandes“ (BHV) organisiert und ist die höchste Spielklasse des Landesverbandes Bayern. Die Bayernliga ist nach der Bundesliga, der 2. Bundesliga und der Handball-Regionalliga eine der vierthöchsten Spielklassen im deutschen Handball.

## Saisonverlauf
Meister der Landesliga Nord wurde das Team des TSV 1846 Nürnberg und Südgruppenmeister war der MTSV Schwabing II. Beide Clubs waren damit auch direkt für die Bayernliga 1984/85 qualifiziert. Die Aufstiegsrelegation gewann der TSV Wertingen 1862, der als dritter Aufsteiger nachrückte. 

Bereich des „Bayer. Handballverbandes“ (BHV)

### Modus
Die in Gruppe Nord und Süd eingeteilte Liga spielte je eine Hin- und Rückrunde. Platz eins jeder Gruppe war Staffelsieger und Direktaufsteiger in die Bayernliga. Die zweiten Plätze spielten in einer Relegation den dritten Aufsteiger aus. Die zwei Letztplatzierten einer jeden Gruppe waren Direktabsteiger.

## Teilnehmer
Nicht mehr dabei waren die Auf- und Absteiger der Vorsaison. Neu dabei waren die Bayernliga-Absteiger
TV 1848 Erlangen, ASV Pegnitz, BSV 1898 Bayreuth, TSV Gersthofen
und die Aufsteiger aus den Bezirksligen.